# 사도 야스토라
사도 야스토라(일본어: 茶渡泰虎)는 블리치의 등장인물이다.

## 프로필
- 신장 : 197 cm
- 체중 : 118 kg
- 혈액형 : AO형
- 생일 : 4월 7일
- 소재지 : 카라쿠라 마을 미나미카와세 4정목 11-8-201
- 좋아하는 음식 : 토마토
- 중요한 것 : 멕시코 동전을 끼운 목걸이
- 가족 관계

1. . 祖父 - 오스카 호아킨 데 라 로사(차드는 멕시코 말로 할아버지를 뜻하는 '아브웨로'라고 부른다.)

- 별명 : 차드(チャド / 이치고가 이름을 잘못 들어 차드라고 부르게 된다.)
- 학력

1. . 마시바 중학교 졸업
2. . 카라쿠라 제 1 고등학교 1학년 3반 남자 9번(전체 12번)
3. . 카라쿠라 제 1 고등학교 3학년 재학 중

- 풀브링(FullBring / 完現術) : 오른팔 - 브라소 데레챠 데 히간테(Brazo Drecha De Gigante / 巨人右腕) & 왼팔 - 브라소 에스키엘다 델 디아블로(Brazo. Izquierda. Del Diablo / 惡魔左腕)
- 능력 매개 : 피부(皮)
- 능력 설명 : 오른팔은 방어를 이용한 전투술을 펼치고 왼팔은 공격을 이용한 전투술을 펼치는 완벽한 육탄전 타입의 풀브링

## 기술
- 풀브링 초기
  - 권격(拳擊) - 주먹에서 영압을 모아 발사하는 기술
  - 그루아 티라르(Grua Tirar) - 지면에 손을 박은 다음 그대로 땅을 들어 메치는 기술 스페인 어로 크레인 메치기(Crain Throw)

- 브라소 데레챠 데 히간테(Brazo Drecha De Gigante / 巨人右腕 / 스페인 어로 거인의 오른팔)
  - 방어(防禦) - 팔꿈치에서부터 팔을 호로의 얼굴 형태를 한 방패로 변형시켜 적의 공격을 막는 기술
  - 엘 디렉토(El. Directo / 巨人一擊) - 주먹을 앞으로 내질러 뻗는 기술 스페인 어로 스트레이트(Straigt)

- 브라소 이스키엘다 델 디아블로(Brazo Izquierda Del Diablo / 惡魔左腕 / 스페인 어로 악마의 왼팔)
  - 라 무에르테(La Muerte / 魔人一擊) - 손가락에서 영압을 모아 그것을 세게 쥔 다음 상대의 급소를 정확히 강력하게 가격하는 기술로, 주먹을 통해 상대를 강타한 영압의 파동이 뒤쪽까지 퍼져나가며 상대의 뒤에 장애물이 있으면 그 장애물이 악마의 얼굴 모양으로 패인다. 스페인 어로 죽음(Murder)이다.

## 개요
이치고의 클래스메이트 마시바 중학교에 다닐 적부터 이치고를 알게 되었다. 메스티소의 피가 1/4 섞인 혼혈아이며 오키나와 출신이나 부모를 호로에게 모두 잃고 의지할 때가 없어 8살 때 할아버지인 아브웨로에게 맡겨져 길러졌다. 까무잡잡한 피부와 근육질의 거대한 체격이 특징이며 겉모습과는 달리 상당히 머리가 좋아 1학년 1학기 기말고사에서는 전교 11등을 하기도 했었다.

## 기타 사항
화려한 무늬의 셔츠를 입을 땐 무조건 옷 카라를 풀고 보는 경향이 있으며 덩치와는 안 어울리게 작은 동물과 귀여운 것에는 사족을 못 쓸 정도로 좋아한다. 왼쪽 어깨에 날개가 돋은 하트에 뱀이 얽힌 모양의 타투를 새겼으며 뱀 문양 위에 있는 리본 문양 타투에 새겨진 문자는 Amore E Morte(사랑과 죽음)이다. 기타를 잘 치며 평소에는 친구인 시게오, 하루토키와 밴드 활동도 하고 있다.

## 같이 보기
- 블리치의 등장인물 목록